# Kristian Bruun
Kristian Bruun, född 25 oktober 1979 i Toronto, är en kanadensisk skådespelare.
Bruun har bland annat medverkat i TV-serierna Orphan Black och The Recruit. Han har även medverkat i filmen Ready or Not.

## Filmografi (i urval)
- 2013–2017 – Orphan Black (TV-serie)
- 2018–2019 – Carter (TV-serie)
- 2019 – Ready or Not
- 2022 – The Recruit (TV-serie)